# Phaeoceros tenax
Phaeoceros tenax là một loài rêu trong họ Anthocerotaceae. Loài này được Stephani Udar & D.K. Singh mô tả khoa học đầu tiên năm 1981.